# Tanquinho (Ferraz de Vasconcelos)
Tanquinho é um bairro do município de Ferraz de Vasconcelos. É um bairro residencial, próximo ao Centro da cidade.

## História
Este território foi muito importante para a fundação de Ferraz de Vasconcelos, que aconteceria em 1953. Tropeiros, bandeirantes, caçadores e o imperador D. Pedro I passavam pelo território do Tanquinho, pertencente a Mogi das Cruzes, a caminho da capital do Império, Rio de Janeiro.
No bairro sempre esteve presente um córrego, que era usado como local de água límpida, assim usada para saciação de sede e banho.
O local tomou progresso ao passar dos anos, com fixação de famílias como Leite e Bueno e a construção da Capela do Bom Jesus, presente até hoje.
O nome Tanquinho provém do fato de que na Capela Bom Jesus havia um tanque em que as senhoras a utilizavam para diversos serviços domésticos.